# Colonia las Flores, Chinampa de Gorostiza
Colonia las Flores är en ort i Mexiko.   Den ligger i kommunen Chinampa de Gorostiza och delstaten Veracruz, i den sydöstra delen av landet, 260 km nordost om huvudstaden Mexico City. Colonia las Flores ligger 59 meter över havet och antalet invånare är 2 959.
Terrängen runt Colonia las Flores är huvudsakligen platt, men västerut är den kuperad. Runt Colonia las Flores är det ganska tätbefolkat, med 179 invånare per kvadratkilometer. Närmaste större samhälle är Naranjos, 1,4 km sydost om Colonia las Flores. Trakten runt Colonia las Flores består till största delen av jordbruksmark.